# Incrustations M
Incrustations M (ou simplement Incrustations) est une œuvre de Sylvie Sandjian. C'est l'une des œuvres d'art de la Défense, en France.

## Description
L'œuvre est située le long de la Jetée, une longue promenade partant de la Grande Arche et se poursuivant sur 400 m en surplomb des jardins de l'Arche. L'œuvre est constituée de 98 petites pièces de bronze incrustées dans la main courante de la Jetée.

## Historique
L'œuvre est installée en 1999.